# Breedon on the Hill
Breedon on the Hill är en civil parish i Storbritannien.   Den ligger i grevskapet Leicestershire och riksdelen England, i den södra delen av landet, 170 km nordväst om huvudstaden London. Antalet invånare är 958.